# Hauptfriedhof Mainz

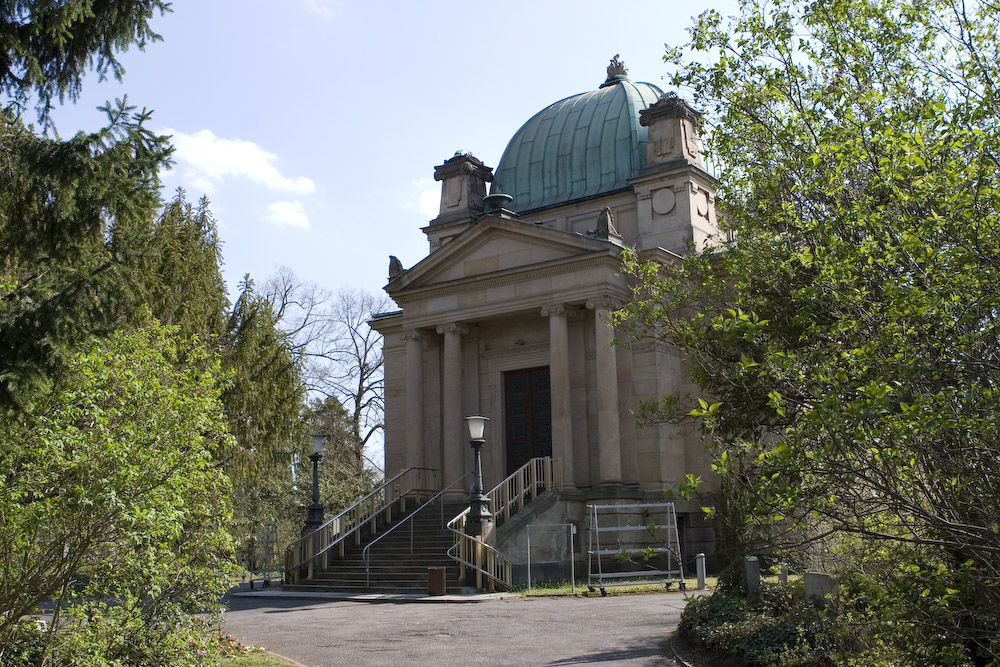
Antigo crematório de Hauptfriedhof Mainz

O Hauptfriedhof Mainz é o maior cemitério em Mainz, estabelecido em 1803 sob administração francesa. Foi um modelo para o Cemitério do Père-Lachaise em Paris, construído um ano depois.

## História
A área do cemitério principal atual foi usada para enterros já na época romana (Mogontiacum) e até o século 8 d.C. Em 1803, Jeanbon St. André, prefeito do departamento de Mont-Tonnerre e então prefeito de Mainz, emitiu um decreto imperial da 23ª Pradaria do ano XII (1804), segundo o qual os túmulos não poderiam mais ser dispostos como cemitérios dentro dos limites da cidade, mas deveriam ser colocados sob a supervisão da comunidade política e instalados fora da cidade. O pano de fundo dessa instrução foi o fato de que, no final do século 18, a margem esquerda do Reno havia caído sob o domínio francês. Como resultado, os mosteiros foram fechados e os hospitais regionais foram fundidos em um único hospital. O número de instituições eclesiásticas e associadas a cemitério caiu drasticamente e faltaram túmulos. Acima de tudo, porém, havia razões de higiene para realocar os cemitérios fora da cidade.

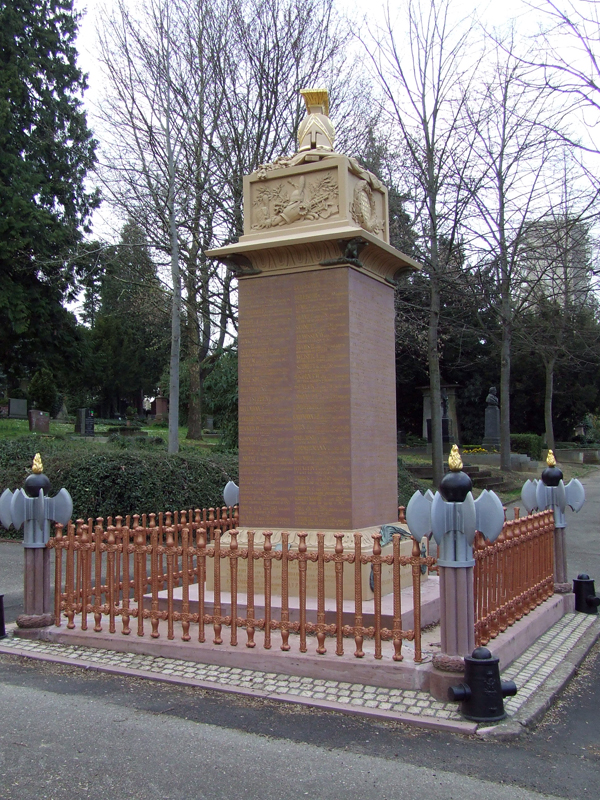
Monumento francês

## Sepultamentos notáveis
- Bernhard Adelung (1876–1943)
- Jeanbon St. André (1749–1813)
- Franz Ambros Alexander (1753–1802)
- Fritz Arens (1912–1986)
- Auguste Arens von Braunrasch (1824–1901)
- Ludwig Becker (1855–1940), arquiteto de igrejas
- Philipp Anton Bembé (1799–1861), fabricante de móveis
- Philipp Johann Berdellé (1838–1903), arquiteto
- Heinrich Bone (1813–1893)
- Peter Cornelius (1824–1874), compositor
- Eduard David (1863–1930)
- Eduard Duller (1809–1853), poeta
- Wilhelm Ehrhard (1884–1936), advogado
- Jockel Fuchs (1919–2002)
- Carl Gassner (1855–1942), médico
- Heinrich Gassner (1847–1905)
- Paul Haenlein (1835–1905), engenheiro
- Ida Hahn-Hahn (1805–1880), escritora
- Adam Henkell (1801–1866), fundador da Henkell & Co.
- Karl Holzamer (1906–2007), filósofo
- Franz Gedult von Jungenfeld (1778–1840)
- Friedrich Kellner (1885–1970), escritor
- Johann Maria Kertell (1771–1839)
- Josef Klein (1904–1973)
- Hans Klenk (1906–1983), empresário
- Karl Kohl (1881–1943), cervejeiro
- Eduard Kreyßig (1830–1897)
- Christian Adalbert Kupferberg (1824–1876), empresário
- Joseph Laské (1816–1865)
- Friedrich Lehne (1771–1836)
- Adam Franz Lennig (1803–1866), teólogo
- Ludwig Lindenschmit der Ältere (1809–1893)
- Karl von Loehr (1875–1958), arquiteto
- Franz Konrad Macké (1756–1844)
- Nikolaus Müller (1770–1851), escritor
- Ernst Neger (1909–1989), carnavalesco
- Walter Nicolai (1933–2018), filólogo
- Roden Noel (1834–1894), poeta inglês
- Fritz Ohlhof (1889–1946), político
- Hans Rohrbach (1903–1993), matemático
- Aloys Ruppel (1882–1977), bibliotecário
- Karl Anton Schaab (1761–1855)
- Otto Schmidtgen (1911–1964), músico
- Woldemar von Schleswig-Holstein-Sonderburg-Augustenburg (1810–1871), general da cavalaria prussiano
- Franz Schott (1811–1874)
- Friedrich Schütz (1936–2007), historiador
- Fritz Straßmann (1902–1980), um dos descobridores da fissão nuclear
- Philipp Veit (1793–1877), pintor
- Philipp Wasserburg (1827–1897)
- Carl Weiser (1811–1865)
- Kathinka Zitz-Halein (1801–1877), escritora
- Carl Zulehner (1805–1847)

## Galeria

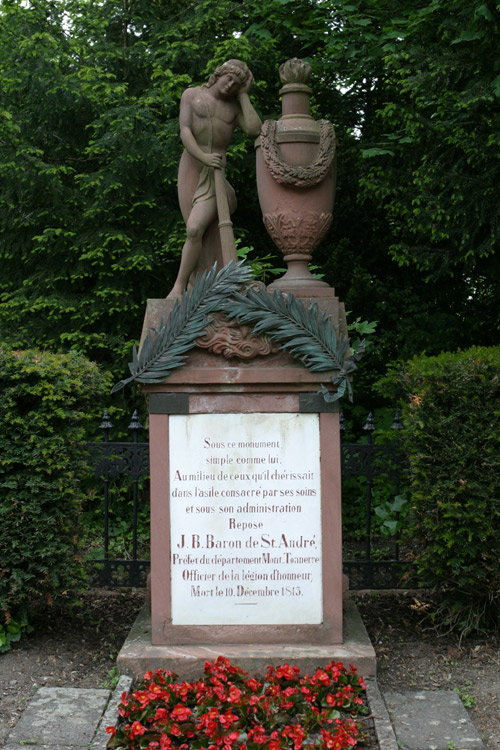
Jeanbon St. André
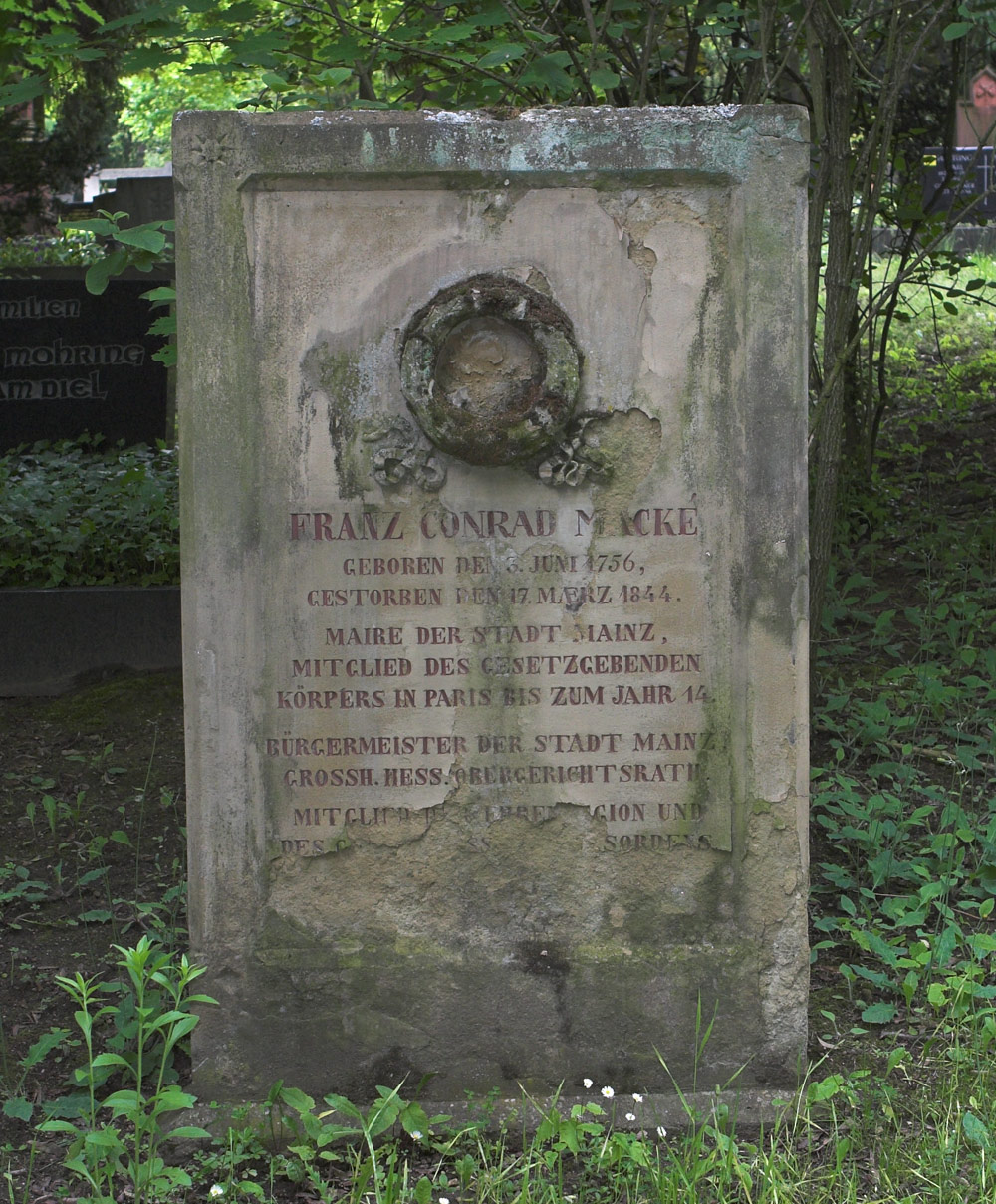
Franz Conrad Macké
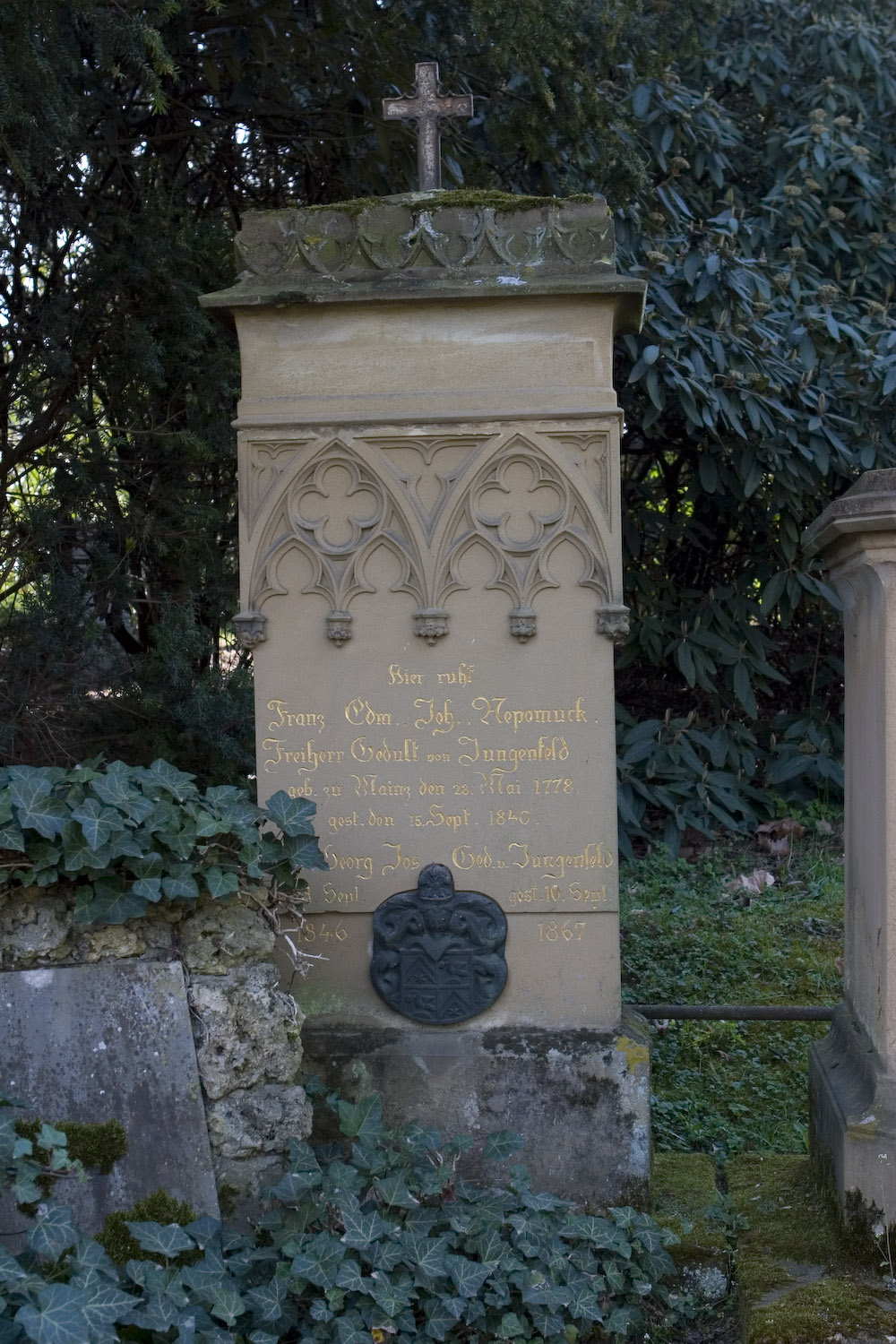
Franz Freiherr Gedult von Jungenfeld
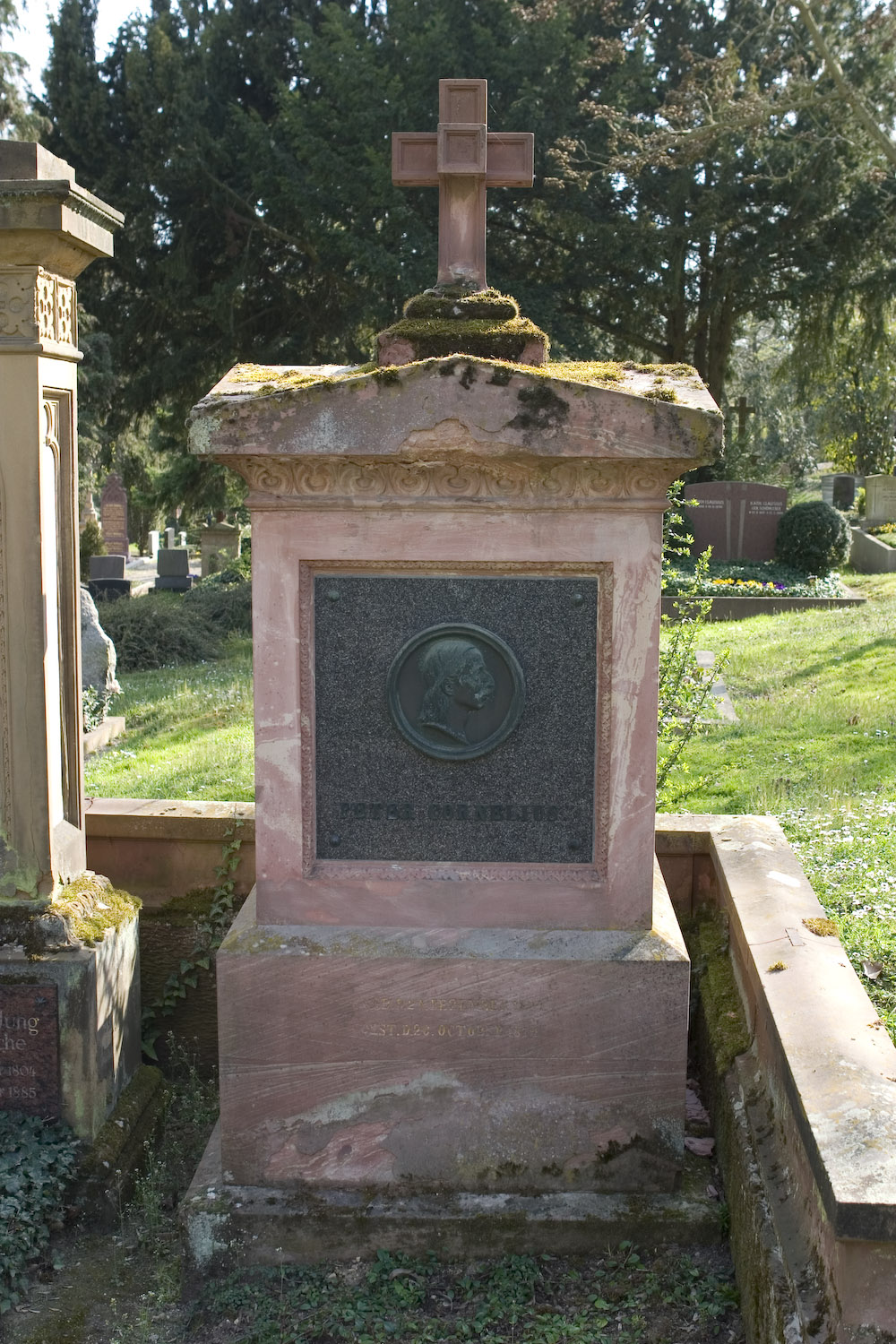
Peter Cornelius
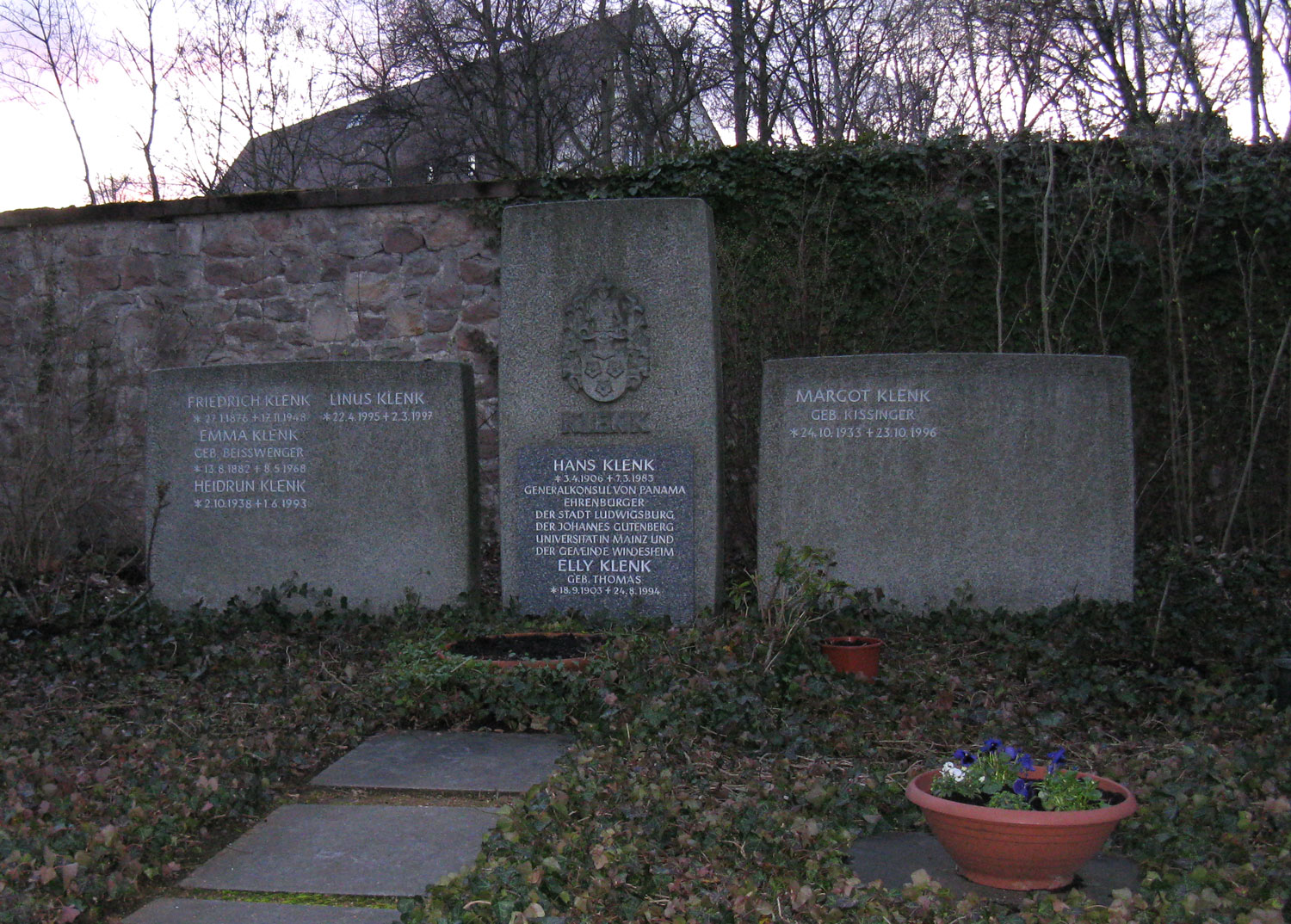
Hans Klenk
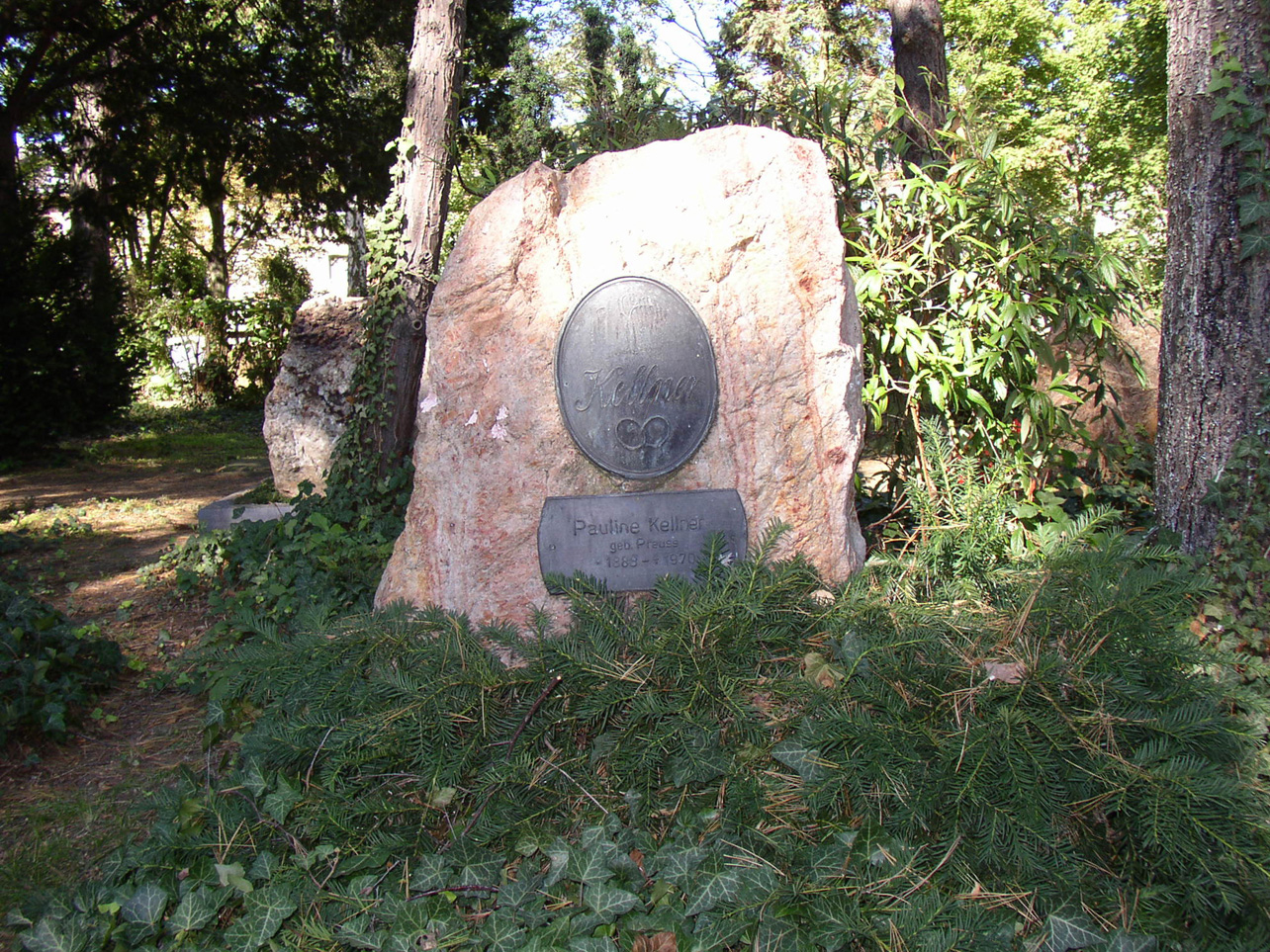
Friedrich Kellner
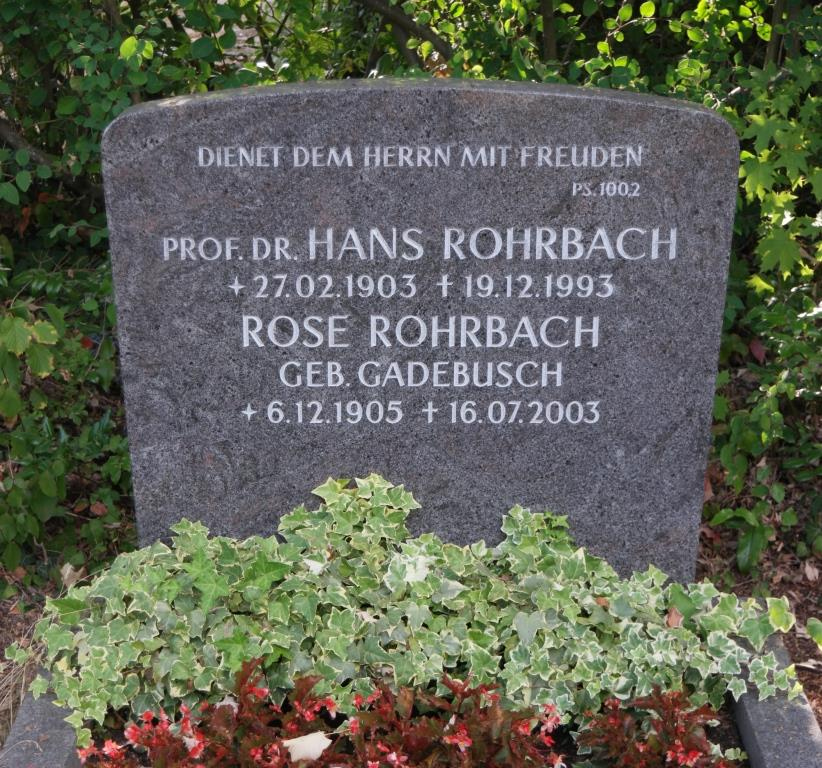
Hans Rohrbach